# Mảng châu Phi

Mảng châu Phi, có màu cam hơi hồng trong bản đồ này

Mảng châu Phi là một mảng kiến tạo bao gồm lục địa châu Phi cũng như lớp vỏ đại dương nằm giữa châu lục này và các sống đại dương khác nhau bao quanh.
Mặt phía tây của mảng châu Phi là ranh giới phân kỳ với mảng Bắc Mỹ ở phía bắc và mảng Nam Mỹ ở phía nam hợp thành phần trung tâm và phần phía nam của sống núi giữa Đại Tây Dương. Mảng châu Phi có ranh giới về phía đông bắc với mảng Ả Rập, phía đông nam là với mảng Ấn-Úc, phía bắc là mảng Á-Âu và mảng Anatolia, còn phía nam là mảng Nam Cực. Tất cả các ranh giới này đều là ranh giới phân kỳ hay tách giãn với ngoại lệ là ranh giới phía bắc với mảng Á-Âu (trừ phần ngắn gần quần đảo Açores trong Đại Tây Dương là lũng hẹp Terceira).
Mảng châu Âu bao gồm vài khối lục địa hay nền cổ, là các khối lục địa cổ ổn định chứa các loại đá cổ, hợp lại cùng nhau để tạo ra lục địa châu Phi trong thời gian tổ hợp ra siêu lục địa Gondwana khoảng 550 triệu năm trước (Ma). Theo thứ tự từ phía nam tới phía bắc thì các nền cổ này là Kalahari, Congo, Sahara và nền cổ Tây Phi. Mỗi một nền cổ này lại có thể chia tiếp thành các khối nhỏ hơn hay các địa thể, được ráp nối dọc theo các vành đai kiến tạo sơn tiền-Gondwana.
Mảng châu Phi đang đẩy xa nhau trong phần phía đông dọc theo lũng hẹp Đông Phi. Đới lũng hẹp này chia tách tiểu mảng Nubia ở phía tây ra khỏi tiểu mảng Somalia ở phía đông. Một giả thuyết đề xuất rằng sự dâng lên của các khối mácma dạng lông chim trong lớp phủ phía dưới khu vực Afar, trong khi giả thuyết ngược lại cho rằng sự tách giãn này chỉ đơn thuần là khu vực có độ suy yếu lớn nhất trong đó mảng châu Phi bị biến dạng do phần mảng ở phía đông của nó chuyển động nhanh hơn về phía bắc.
Tốc độ dịch chuyển của mảng châu Phi ước tính khoảng 2,15 cm/năm. Nó đã chuyển động trong khoảng trên 100 triệu năm qua, theo hướng chính là hướng đông bắc. Điều này đã đưa nó lại gần mảng Á-Âu, tạo ra sự hút chìm của lớp vỏ đại dương bên dưới lớp vỏ lục địa (chẳng hạn các phần của trung và đông Địa Trung Hải). Tại miền tây Địa Trung Hải, chuyển động tương đối của hai mảng Á-Âu và châu Phi tạo ra sự kết hợp của các lực nén ép bên, tập trung trong khu vực gọi là đới phay Azores-Gibraltar. Dọc theo rìa phía đông bắc của nó, mảng châu Phi có giới hạn là lũng hẹp Hồng Hải trong đó mảng Ả Rập đang chuyển động ra xa khỏi mảng châu Phi.
Điểm nóng New England trong Đại Tây Dương có lẽ đã tạo ra một dãy ngắn các núi ngầm có niên đại từ giữa tới cuối kỷ Đệ Tam trên mảng châu Phi nhưng dường như hiện nay không còn hoạt động.